# Phlomis
Phlomis là một chi thực vật có hoa trong họ Hoa môi (Lamiaceae).

## Loài
Chi Phlomis gồm các loài:

## Hình ảnh

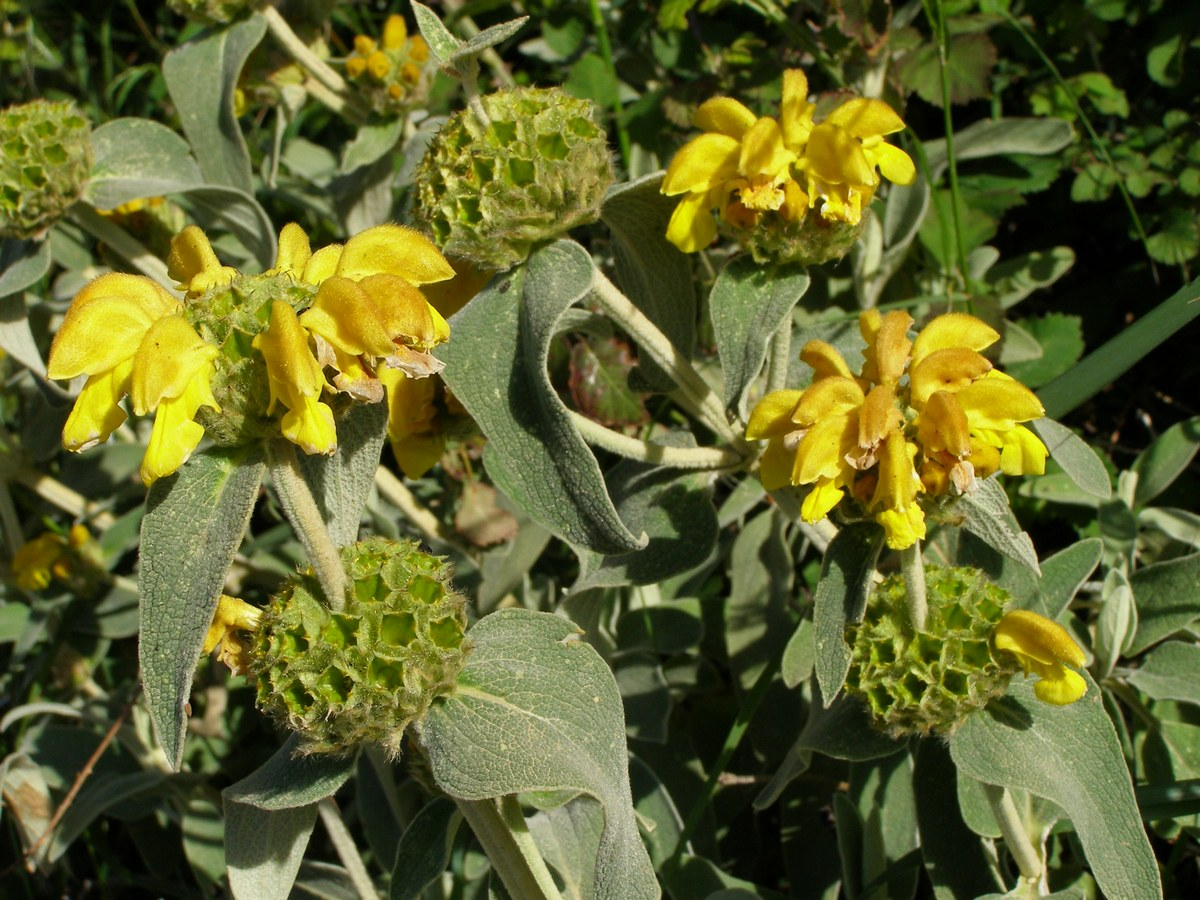
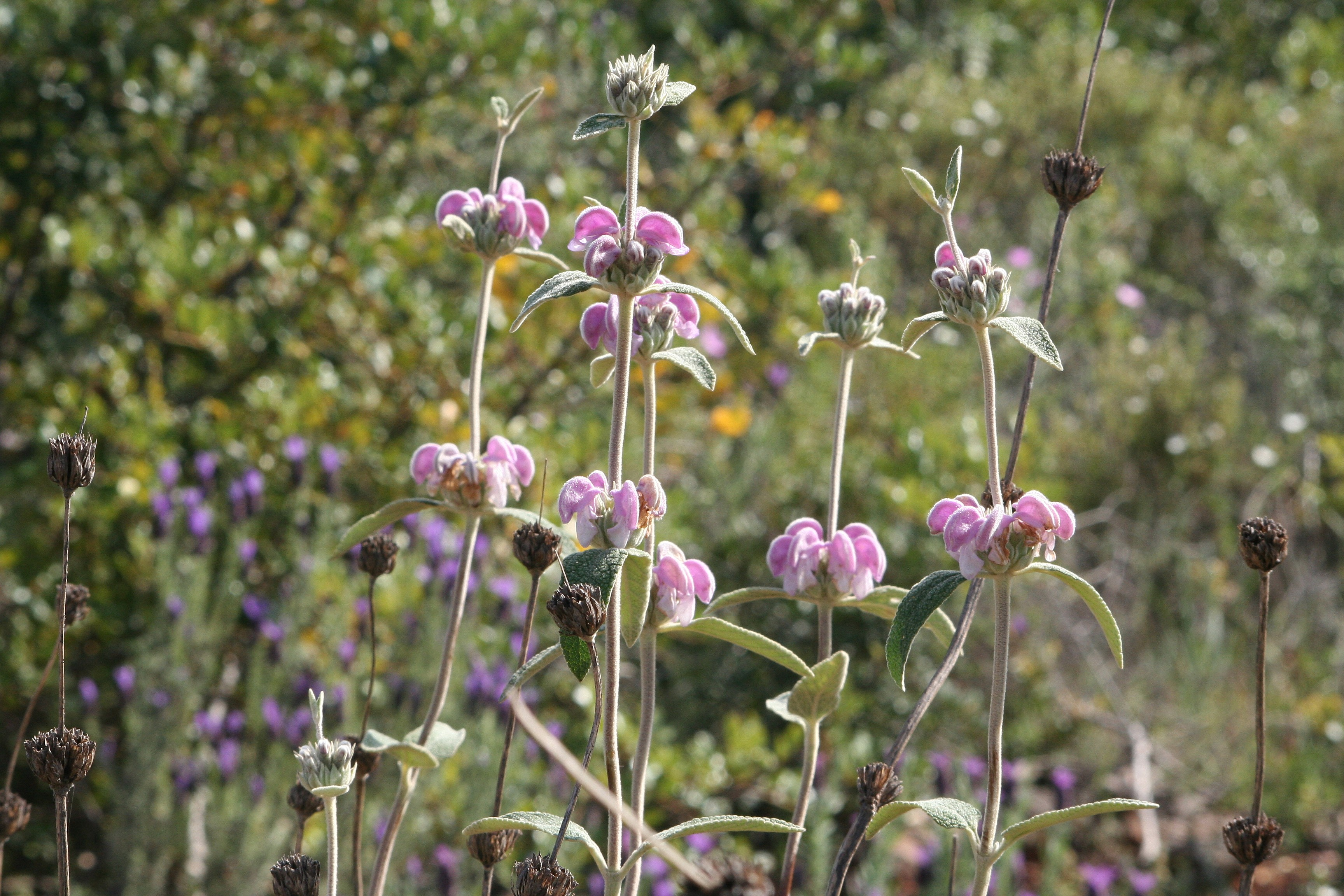
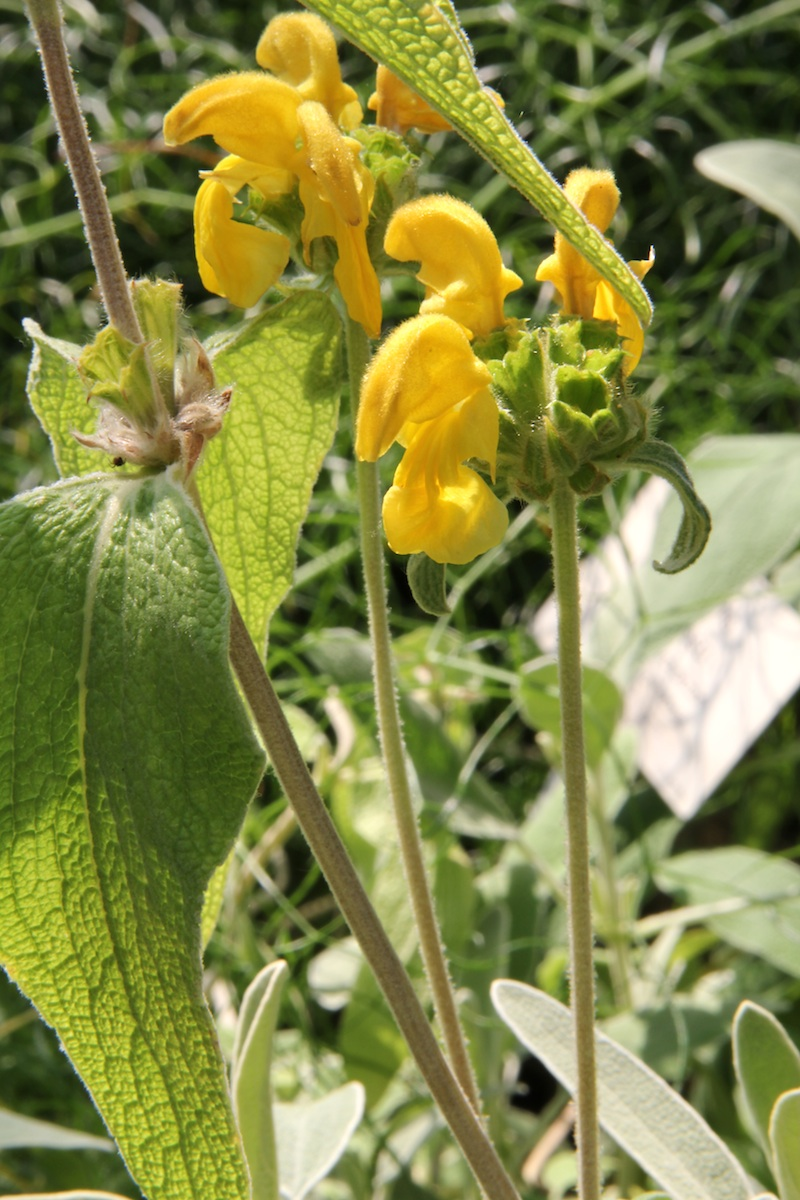
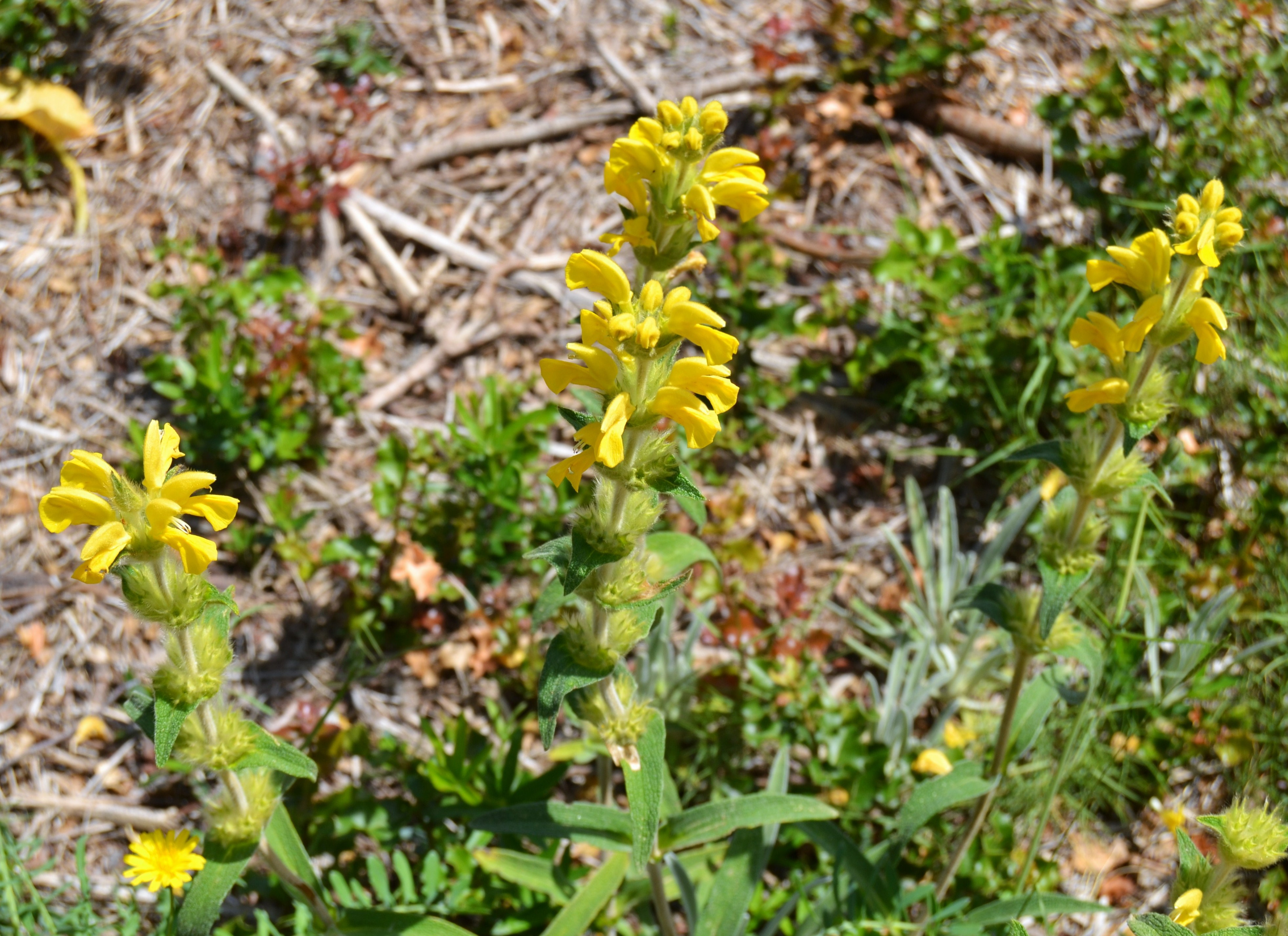
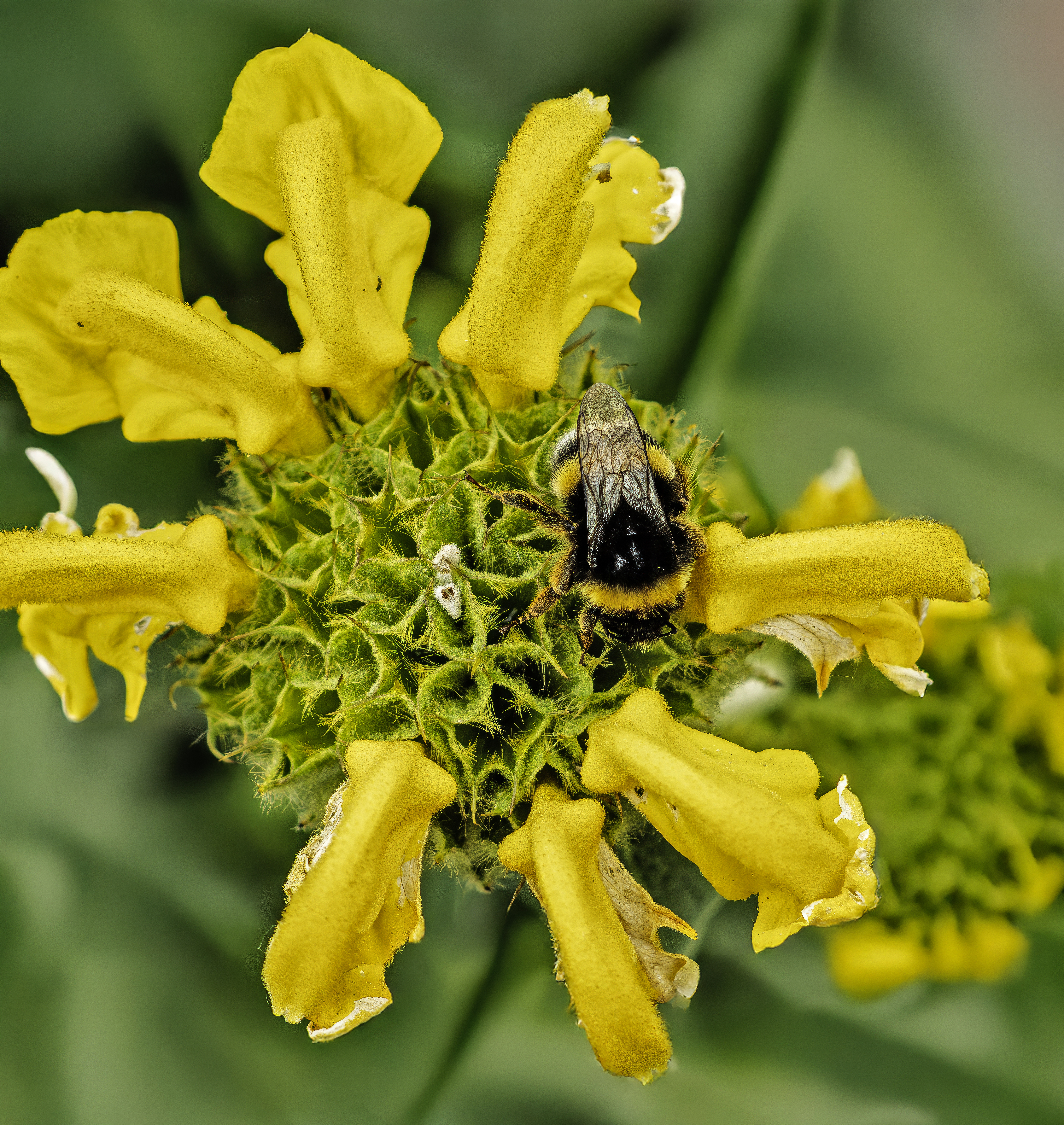

Phlomis fruticosa